# PFK Lokomotiv Sofia
PFK Lokomotiv Sofia, bulharsky ПФК Локомотив София, je bulharský fotbalový klub ze Sofie. Založen byl roku 1929 skupinou železničářských dělníků pod názvem RSC (Railway Sports Club). Jednou vyhrál bulharské mistrovství (1940), čtyřikrát bulharskou ligu (1945, 1946, 1964, 1978) a taktéž čtyřikrát bulharský pohár (1948, 1953, 1982, 1995). Největším mezinárodním úspěchem klubu je čtvrtfinále Poháru UEFA 1979/80.

## Kompletní výsledky v evropských pohárech

### Pohár mistrů / Liga mistrů
| Sezóna  | Kolo     |          | Soupeř         | Doma  | Venku | Celkem |
| ------- | -------- | -------- | -------------- | ----- | ----- | ------ |
| 1964–65 | Předkolo | Švédsko  | Malmö FF       | 8 – 3 | 0 – 2 | 8 – 5  |
| 1964–65 | 1. kolo  | Maďarsko | Vasas ETO Györ | 4 – 3 | 3 – 5 | 7 – 8  |
| 1978–79 | 1. kolo  | Dánsko   | Odense BK      | 2 – 1 | 2 – 2 | 4 – 3  |
| 1978–79 | 2. kolo  | Německo  | 1. FC Köln     | 0 – 1 | 0 – 4 | 0 – 5  |

### Pohár vítězů pohárů
| Sezóna  | Kolo     |         | Soupeř              | Doma  | Venku | Celkem |
| ------- | -------- | ------- | ------------------- | ----- | ----- | ------ |
| 1977–78 | 1. kolo  | Belgie  | Anderlecht Brusel   | 1 – 6 | 0 – 2 | 1 – 8  |
| 1982–83 | 1. kolo  | Francie | Paris Saint-Germain | 1 – 0 | 1 – 5 | 2 – 5  |
| 1995–96 | Předkolo | Irsko   | Derry City          | 2 – 0 | 0 – 1 | 2 – 1  |
| 1995–96 | 1. kolo  | Švédsko | Halmstads BK        | 3 – 1 | 0 – 2 | 3 – 3  |

### Pohár UEFA / Evropská liga
| Sezóna  | Kolo        |               | Soupeř                  | Doma  | Venku | Celkem            |
| ------- | ----------- | ------------- | ----------------------- | ----- | ----- | ----------------- |
| 1979–80 | 1. kolo     | Maďarsko      | Ferencváros Budapešť    | 3 – 0 | 0 – 2 | 3 – 2             |
| 1979–80 | 2. kolo     | Francie       | AS Monaco               | 4 – 2 | 1 – 2 | 5 – 4             |
| 1979–80 | 3. kolo     | Sovětský svaz | FC Dynamo Kyjev         | 1 – 0 | 1 – 2 | 2 – 2             |
| 1979–80 | Čtvrtfinále | Německo       | VfB Stuttgart           | 0 – 1 | 1 – 3 | 1 – 4             |
| 1985–86 | 1. kolo     | Kypr          | APOEL FC                | 4 – 2 | 2 – 2 | 6 – 4             |
| 1985–86 | 2. kolo     | Švýcarsko     | Neuchâtel Xamax FC      | 1 – 1 | 0 – 0 | 1 – 1             |
| 1987–88 | 1. kolo     | Sovětský svaz | FC Dinamo Tbilisi       | 3 – 1 | 0 – 3 | 3 – 4             |
| 1996–97 | 1. předkolo | Ázerbájdžán   | Neftchi Baku            | 6 – 0 | 1 – 2 | 7 – 2             |
| 1996–97 | 2. předkolo | Rumunsko      | Rapid Bukurešť          | 0 – 1 | 0 – 1 | 0 – 2             |
| 2006–07 | 1. předkolo | Makedonie     | Makedonija Ďorče Petrov | 2 – 0 | 1 – 1 | 3 – 1             |
| 2006–07 | 2. předkolo | Izrael        | Bnei Yehuda Tel Aviv    | 4 – 0 | 2 – 0 | 6 – 0             |
| 2006–07 | 1. kolo     | Nizozemsko    | Feyenoord Rotterdam     | 2 – 2 | 0 – 0 | 2 – 2             |
| 2007–08 | 2. předkolo | Rumunsko      | FC Oțelul Galați        | 3 – 1 | 0 – 0 | 3 – 1             |
| 2007–08 | 1. kolo     | Francie       | Stade Rennes            | 1 – 3 | 2 – 1 | 3 – 4             |
| 2008–09 | 2. předkolo | Srbsko        | FK Borac Čačak          | 1 – 1 | 0 – 1 | 1 – 2             |
| 2011–12 | 2. předkolo | Makedonie     | FK Metalurg Skopje      | 3 – 2 | 0 – 0 | 3 – 2             |
| 2011–12 | 3. předkolo | Polsko        | Śląsk Wrocław           | 0 – 0 | 0 – 0 | 0 – 0 (3 – 4 pen) |